# Paula Eberty

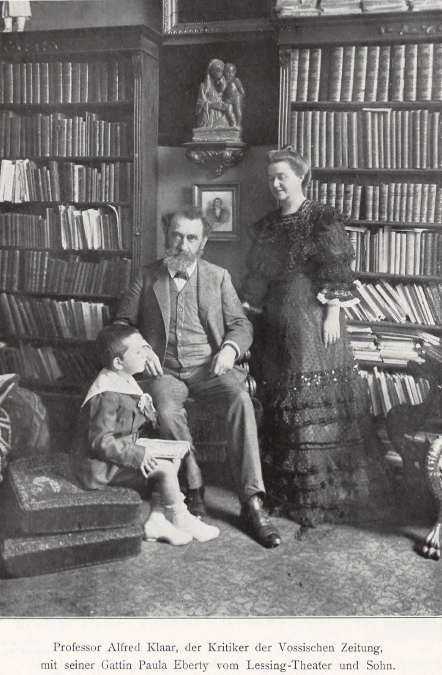
Alfred Klaar mit seiner zweiten Frau Paula Eberty und seinem Sohn, 1906. Foto von R. Siegert.

Paula Eberty, eigentlich Eberts, verheiratete Klaar (* 8. September 1870 in Berlin als Therese Adele Marie Fanny Paula Eberts; † 4. Februar 1929 ebenda) war eine deutsche Theater- und Stummfilmschauspielerin.

## Leben
Paula Eberty war seit 1893 schauspielerisch tätig. Nachdem sie sich zuerst in Krefeld versucht hatte, kam sie 1894 ans Deutsche Theater in Berlin, wo sie bis mindestens 1902 im Fach der Naiven wirkungsvoll tätig war. 1899 und 1900 gastierte sie am Deutschen Theater in Wien.
Anschließend gehört Eberty bis Ausbruch des Ersten Weltkriegs viele Jahre lang dem Berliner Lessingtheater unter der Leitung Otto Brahms an. Nach dem Krieg spielte sie unter Felix Hollaenders Leitung an Max Reinhardts Deutschem Theater. Ab 1918 war die Künstlerin auch mehrere Jahre lang als Stummfilmschauspielerin aktiv.
Paula Eberty war mit dem Schriftsteller Alfred Klaar verheiratet.

## Filmografie
- 1918: Die Liebe der Maria Bonde
- 1920: Der Kelch der Keuschheit
- 1920: Hundemamachen
- 1921: Grausige Nächte
- 1922: Der Liebesroman des Cesare Ubaldi
- 1923: Mutter, dein Kind ruft!
- 1924: Königsliebchen
- 1925: Der Hahn im Korb
- 1925: Grüß mir das blonde Kind am Rhein
- 1925: Husarenfieber
- 1926: Sünde am Weibe
- 1927: Verbotene Liebe
- 1927: Die Jagd nach der Braut